# The Faded Lilies
The Faded Lilies is een Amerikaanse stomme en korte film uit 1909 onder regie van D.W. Griffith.

## Verhaal
De film gaat over een vervreemde violist die erg ongelukkig is. Als hij een vergissing maakt in de liefde, wordt hij gek...

## Rolverdeling
| Acteur            | Personage   |
| ----------------- | ----------- |
| David Miles       | Francois    |
| James Kirkwood    | De Dokter   |
| Linda Arvidson    | -           |
| Jeanie MacPherson | -           |
| Lottie Pickford   | -           |
| Owen Moore        | Feestganger |
| Mary Pickford     | Feestganger |
| Mack Sennett      | Feestganger |